# Hockenhull
Hockenhull is een civil parish in het bestuurlijke gebied Cheshire West and Chester, in het Engelse graafschap Cheshire met 19 inwoners.

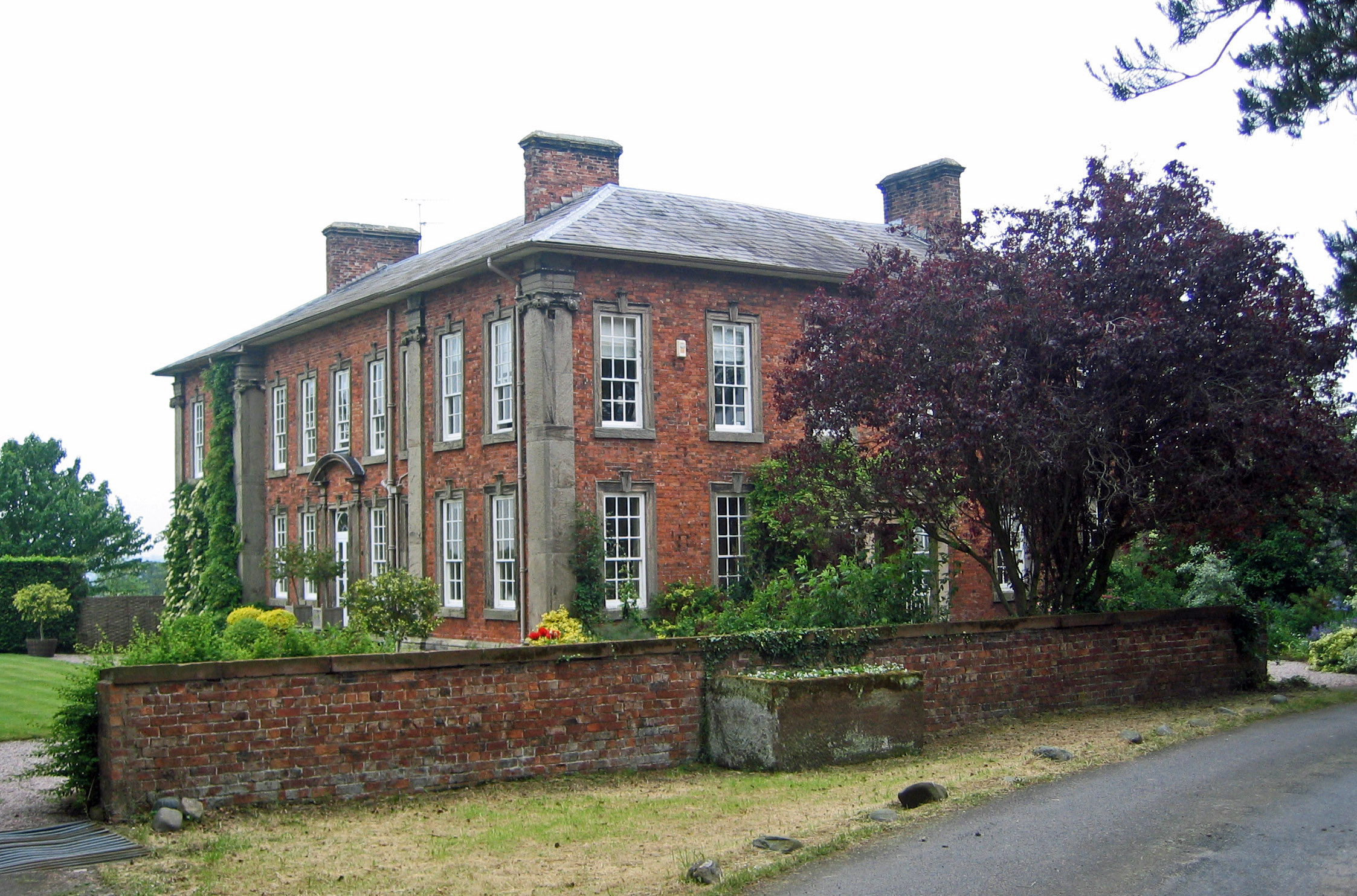
Hockenhull Hall